# Acrotylus
Az Acrotylus a sáskafélék rendszertani családjának egyik neme.

## Fajok
A genusba 44 faj tartozik. Magyarországon az önbeásósáska és a hosszúlábú önbeásósáska (utóbbi védett) képviseli.
- Acrotylus aberrans Bruner, 1910 - Madagaszkár
- Acrotylus angulatus Stål, 1876
- Acrotylus apicalis Bolívar, 1908
- Acrotylus apricarius Stål, 1873
- Acrotylus azureus Uvarov, 1929
- Acrotylus bicornis Sjöstedt, 1918
- Acrotylus bilobatus Miller, 1932
- Acrotylus blondeli Saussure, 1884 Száhel-övezet és Jemen
- Acrotylus braudi Defaut, 2005
- Acrotylus cabaceira Brancsik, 1893
- Acrotylus capitatus Kirby, 1902
- Acrotylus concinnus Serville, 1838
- Acrotylus crassiceps Uvarov, 1953
- Acrotylus crassus Saussure, 1884
- Acrotylus daveyi Mason, 1959
- Acrotylus deustus Thunberg, 1815
- Acrotylus diana Karny, 1910
- Acrotylus elgonensis Sjöstedt, 1933
- Acrotylus errabundus Finot, 1893
- Acrotylus fischeri Azam, 1901
- Acrotylus flavescens Stål, 1873
- Acrotylus fulgens Uvarov, 1953
- Acrotylus furcifer Saussure, 1888
- Acrotylus gracilis La Greca, 1991
- Acrotylus hirtus Dirsh, 1956
- Acrotylus hottentotus Saussure, 1884
- Acrotylus humbertianus Saussure, 1884 - India
- Acrotylus incarnatus Krauss, 1907
- Acrotylus innotatus Uvarov, 1933
- Acrotylus inornatus Kuthy, 1905
- Acrotylus insubricus Scopoli, 1786 - önbeásósáska
- Acrotylus johnstoni Kirby, 1902
- Acrotylus junodi Schulthess Schindler, 1899
- Acrotylus kirbyi Froggatt, 1903
- Acrotylus knipperi Kevan, 1961
- Acrotylus longipes Charpentier, 1845 - hosszúlábú önbeásósáska
- Acrotylus meruensis Sjöstedt, 1932
- Acrotylus mossambicus Brancsik, 1893
- Acrotylus multispinosus Brancsik, 1893 - Madagaszkár
- Acrotylus ndoloi Kevan, 1956
- Acrotylus nigripennis Uvarov, 1922
- Acrotylus ocellatus Brancsik, 1893
- Acrotylus patruelis Herrich-Schäffer, 1838
- Acrotylus ponomarenkoi Storozhenko, 1992 - Vietnam
- Acrotylus somaliensis Johnsen & Schmidt, 1982
- Acrotylus trifasciatus Kevan, 1961
- Acrotylus trigrammus Bolívar, 1912

## Fordítás
- Ez a szócikk részben vagy egészben  az   Acrotylus című angol Wikipédia-szócikk ezen változatának fordításán alapul.  Az eredeti cikk szerkesztőit annak laptörténete sorolja fel. Ez a jelzés csupán a megfogalmazás eredetét és a szerzői jogokat jelzi, nem szolgál a cikkben szereplő információk forrásmegjelöléseként.